# Hingyon
Hingyon (Bayan ng Hingyon) är en kommun i Filippinerna. Kommunen ligger på ön Luzon, och tillhör provinsen Ifugao. Folkmängden uppgår till 9 769 invånare.
Hingyon är indelat i 12 barangayer.